# Krzysztof Żegański
Krzysztof Żegański (ur. 22 lutego 1959 r. w Bardzie) – polski inżynier sanitarny, samorządowiec, burmistrz miasta i gminy Bardo w latach 2006 – 2024. 

## Życiorys
Urodził się w 1959 roku w Bardzie, z którym związał całe swoje życie zawodowe i prywatne. Uczęszczał tam do szkoły podstawowej. Ukończył Akademię Rolniczą we Wrocławiu, uzyskując tytuł magistra inżyniera inżynierii sanitarnej i wodnej. Ponadto ukończył studia podyplomowe w Wyższej Szkole Zarządzania i Finansów we Wrocławiu w zakresie zarządzania i marketingu.
W 1981 roku rozpoczął pracę jako komendant hufca ZHP w Bardzie (do 1983). W latach 1983–1990 był instruktorem kulturalno-oświatowym w klubie zakładowym Bardzkich Zakładów Papierniczych. W 1994 roku znalazł zatrudnienie w Urzędzie Miasta i Gminy jako sekretarz (do 1998). Rok później został dyrektorem miejscowej drukarni. W latach 2003–2006 kierował bardzkim Zakładem Gospodarki Komunalnej i Mieszkaniowej (od 2006 roku pod nazwą BGK Kom-Eko). 
Działalność samorządową rozpoczął w 1990 roku, kandydując do Rady Miasta i Gminy Bardo i uzyskując mandat radnego, który sprawował nieprzerwanie do 1998 roku. W tym czasie pełnił równocześnie funkcję delegata gminy do sejmiku województwa wałbrzyskiego. W 2006 roku zdecydował się ubiegać o urząd burmistrza Barda, wygrywając w II turze z Leszkiem Anklewiczem stosunkiem głosów: 55-45%. W kolejnych wyborach samorządowych w 2010, 2014 i 2018 roku, już w pierwszych turach uzyskiwał reelekcję na to stanowisko. W wyborach samorządowych w 2024 roku bez powodzenia ubiegał się o reelekcję, przegrywając w I turze z Martą Ptasińską stosunkiem głosów: 51-49%.  
W 2021 odznaczony Srebrnym Krzyżem Zasługi.